# Карпенко, Виктория
Виктория Карпенко (укр. Вікторія Карпенко, род. 15 марта 1981, Херсон) — серебряный призёр чемпионата мира и олимпиады 2000 года по спортивной гимнастике. Она начала заниматься гимнастикой в возрасте четырёх лет, а в 1996 году стала чемпионкой Украины.

## История соревнований
Карпенко дебютировала на международном уровне на чемпионате мира 1995 года в японском Сабаэ с сильными выступлениями; однако её затмили ветеранки-гимнастки. Вскоре она повредила бедренную кость и не смогла соперничать на Олимпийских играх 1996 года. В следующем году она сломала палец во время тренировок и была вынуждена наблюдать за чемпионатом мира 1997 года с трибун.
В марте 1998 года она выиграла Кубок Америки, опередив китаянку Мэн Фэй и американку Кристин Мелони. В апреле она заняла второе место в финале разновысоких брусьев, проиграв пятикратной чемпионки мира Светлане Хоркиной на чемпионате Европы. На чемпионате мира 1999 года Карпенко заняла второе место в многоборье.
В начале 2000 года дела Карпенко выглядели чудесно, так как она выиграла подготовительные матчи на чемпионате Европы в Париже. Заняв третье место в многоборье, она также выиграла серебро на неравных брусках и сравнялась за очередное второе место на финишных упражнениях в финале соревнований. Несмотря на эти достижения, Карпенко известна своим выступлением на Олимпийских играх 2000 года, где она не получила медали. Одержав успех в многоборье, Карпенко была на первом месте, переходя к окончательной ротации. Закончив свою первую передачу на полу, она ударила палец ноги, споткнулась и упала. Впоследствии она получила оценку 8,725 и опустилась на 12 место.
Карпенко переехала в Болгарию в июне 2002 года; у неё было два кратковременных возвращения в большой спорт в 2003 и в 2006 годах, выступала за Болгарию. После травм она никогда уже не восстановила формы и индивидуальных результатов.
В марте 2012 года Китай лишил Украину бронзовых медалей командного чемпионата мира 1999 года, в итоге команда заняла четвёртое место. В 2008 году было обнаружено, что Китай сфальсифицировал возраст члена команды Донг Фаньсяо, тем самым сведя на нет свои результаты этого соревнования, а также Олимпиады 2000 года. Карпенко и её товарищи по команде получили бронзовую медаль.